# Peppa Wutz

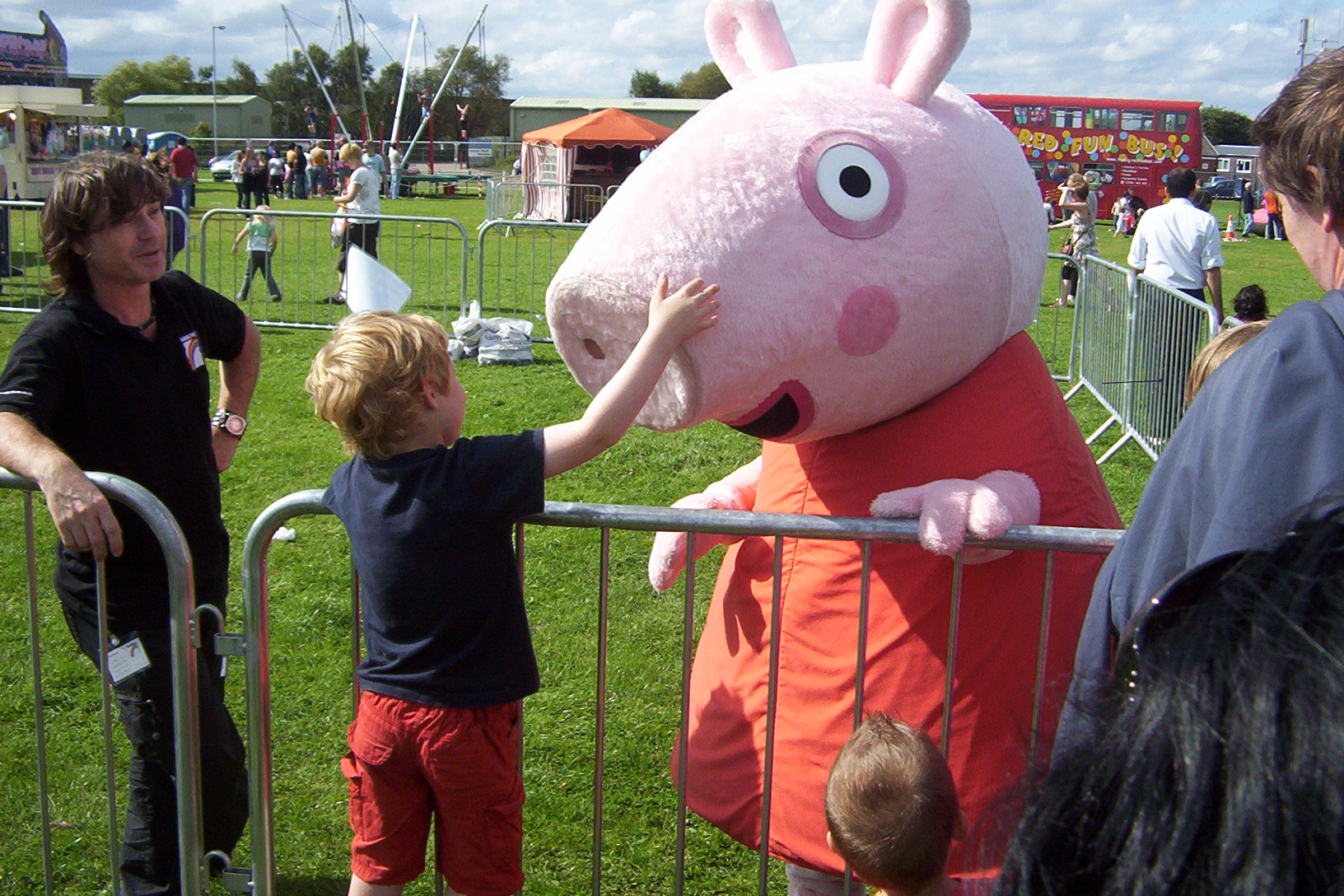
Peppa Wutz bei einem Auftritt im Vereinigten Königreich

Peppa Wutz (im englischen Original: Peppa Pig) ist eine britische Zeichentrick-Fernsehserie für Kinder. Erfinder und Regisseure sind Neville Astley und Mark Baker, produziert wird die Serie von Phil Davies, vertrieben von E1 Kids. Bislang wurden sechs Staffeln (420 Folgen) ausgestrahlt und in 180 Länder verkauft. Die erste Staffel mit 52 Folgen wurde erstmals im Mai 2004 auf Channel 5 gesendet; die amerikanische Premiere fand im August 2005 im Cartoon Network statt.

## Beschreibung
Die namensgebende Hauptfigur Peppa Wutz („Wutz“ ist ein in Süd- und Mittelwestdeutschland geläufiges Synonym für Schwein) ist ein weibliches Ferkel, das wie die anderen Tiere der Sendung vermenschlicht dargestellt wird. Die jeweils rund 5 Minuten langen Folgen behandeln Situationen aus dem Alltag der kindlichen Zuschauer wie Radfahren, Spielplatz, Flohmarkt im Kindergarten, Seifenblasen und Urlaub am Strand.
Nach Beschwerden darüber, dass Peppa und ihre Familie in den ersten beiden Staffeln im Auto nicht angeschnallt waren, gab Astley Baker Davies bekannt, dass die Figuren in allen künftigen Folgen Sicherheitsgurte tragen würden und wesentliche Szenen aus den ersten beiden Staffeln entsprechend nachbearbeitet würden. Ähnliches gilt für fehlende Fahrradhelme.

## Figuren

### Familie Wutz
Peppa Wutz (im Original Peppa Pig) ist die Hauptfigur der Serie, ein 4-jähriges Schweinemädchen. Sie lebt mit ihren Eltern, Mama Wutz (Mummy Pig) und Papa Wutz (Daddy Pig), ihrem zweijährigen Bruder Schorsch (George) und ihrer kleinen Babyschwester Evie in einem Haus auf einem Hügel. Peppa besucht die Vorschule, sie fährt oft Fahrrad oder Schlitten, trifft sich mit ihren Freunden oder unternimmt etwas mit ihren Eltern oder Großeltern, Opa Wutz und Oma Wutz (Grandpa Pig und Grandma Pig). Sie hat einen Goldfisch namens Goldi. Schorsch spielt meistens mit seinem Spielzeug-Dinosaurier namens Sausier. Die Kinder lieben es, mit ihren Gummistiefeln in Matschepfützen herumzuspringen. Papa Wutz arbeitet im Konstruktionsbüro einer Baufirma, Mama Wutz arbeitet am Computer zu Hause. Zu den Hobbys von Papa Wutz gehören Fußballspielen und Landschaftsmalerei, früher auch Schlagzeug, Turmspringen und klassisches Ballett (mit Mama Wutz). Außerdem ist er Weltrekordhalter im Pfützenspringen. Mama Wutz engagiert sich in der Freiwilligen Feuerwehr oder geht ins Fitnessstudio. Mama Wutz' Vater Opa Wutz war früher Seemann, er besitzt ein Boot und eine Miniatur-Lokomotive auf Rädern, außerdem ist er begeisterter Kleingärtner und Hobbyastronom. Oma Wutz hat einen Garten und züchtet Hühner. Die beiden haben einen Papagei namens Polly Piepmatz (Polly Parrot). Der Bruder von Papa Wutz, Onkel Wutz (Uncle Pig), hat ebenfalls zwei Kinder, die schon etwas ältere Cousine Chloé (Cousin Chloe) sowie Baby Alexander.

### Familie Löffel
Zur Hasenfamilie Löffel gehören Peppas Freundin Luisa (Rebecca Rabbit) und Linus Löffel (Richard Rabbit), der beste Freund von Schorsch. Im Laufe der Serie (S5:E7) kommen noch Zwillingsgeschwister Lotte Löffel und Laurenz Löffel (Rosie Rabbit und Robby Rabbit) hinzu. Papa Löffel ist der Vorgesetzte von Papa Wutz. Mama Löffel kümmert sich um die Kinder und hat eine Zwillingsschwester, Frau Mümmel. Diese hat jede Menge unterschiedlicher Berufe, u. a. Eisverkäuferin, Busfahrerin, Lokführerin, Bibliothekarin, Kassiererin im Supermarkt, Hubschrauberpilotin. In einer Folge wird sie deshalb sogar von der Queen als Bürger ausgezeichnet, der am härtesten arbeitet. Der Großvater der Kinder ist Opi Mümmel (Grandpa Rabbit), ein Abenteurer, Tausendsassa und Geschichtenerzähler, der auf seiner Bootswerft ein eigenes U-Boot gebaut hat. Außerdem ist er Sportlehrer, Leuchtturmwärter und spielt Banjo.

### Familie Locke
Luzie Locke (Suzie Sheep) ist Peppas beste Freundin. Sie verkleidet sich gerne als Krankenschwester. Ihre Mutter Frau Locke ist vermutlich alleinerziehend, da der Vater niemals erwähnt wird.

### Familie Kläff
Klausi Kläff (Danny Dog) verkleidet sich gern als Pirat. Sein Vater Kapitän Kläff fährt zur See und ist nur in einer Folge zu sehen. Klausi lebt bei seiner Mutter. In der Folge Kapitän Kläff kommt er von der See und zieht wieder Zuhause ein.
Opa Kläff ist der beste Freund von Opa Wutz, aber die beiden streiten und necken sich ständig, z. B. wer von beiden das bessere Boot besitzt. Er hat außerdem ein Abschleppunternehmen und eine Tankstelle und hilft Familie Wutz oft z. B. bei Autoschlüsseln, die in den Gulli gefallen sind.

### Familie Zebra
Zoë Zebra und ihre Zwillingsschwestern Susi und Sina Zebra (Zuzu und Zaza). Der Vater, Herr Zebra (Mr. Zebra) ist Briefträger und spielt in seiner Freizeit gern Klavier. Seine Frau hat eine Töpferei.

### Familie Elefant
Emily Elefant kann außerordentlich laut trompeten, ihr kleiner Bruder Edmund Elefant (Edmond Elephant) ist ein kleiner Schlauberger, der schon alles Mögliche weiß. Ihr Vater ist der Zahnarzt Dr. Elefant.

### Familie Pony
Pedro Pony ist etwas verschlafen und vergesslich. Er trägt eine Brille und verkleidet sich gern als Superheld oder Cowboy. Er hat ein Insekt als Haustier. Sein Vater Herr Pony ist Optiker.

### Familie Fuchs
Freddy Fuchs (Freddy Fox) hat eine ausgezeichnete Nase. Sein Vater, Herr Fuchs (Mr. Fox), ist fahrender Händler und führt alles, wirklich alles im Sortiment, meistens im 3er-, 5er- oder im 10er-Pack. Freddy möchte Polizist werden.

### Familie Giraffe
Gerald Giraffe (Gerald Giraffe) ist einer der neuesten Schüler in Peppas Klasse. Er ist eine Giraffe und deswegen ist er größer als die anderen Kinder. Sein Vater, Herr Giraffe, arbeitet als Zoowärter.

### Weitere Figuren
Madame Gazelle ist die Vorschullehrerin der Kinder. Sie ist schon etwas älter, da sie auch schon die Eltern der Kinder unterrichtet hatte. Sie hat einen französischen Akzent und unterrichtet auch Musik und Ballett. Sie spielt E-Gitarre und war schon in Südamerika und Spanien im Urlaub.
Herr Bulle (Mister Bull) gehört zur Fußballmannschaft von Papa Wutz. Er arbeitet im Straßenbau, als Taxifahrer und bei der Müllabfuhr. In seiner Freizeit spielt er Tuba.
Elena Esel (Delphine Donkey) ist die französische Brieffreundin von Peppa, die in zwei Episoden zu Besuch kommt.
Familie Känguru kommt aus Australien zu Besuch. Sie lieben Regen, Barbecue und können besonders hoch springen.
Doktor Hamster (Doctor Hamster) ist Tierärztin und hat eine Schildkröte namens Knirpsi. Sie fliegt manchmal mit ihrem Flugzeug zu ihren Einsätzen. Sie spricht mit einem sehr starken norddeutschen Akzent.
Mister Kartoffel (Mister Potato) ist ein beliebter TV-Star, der als Detektiv und Moderator des Matschepfützenwettbewerbs zu sehen ist.
Doktor Braunbär ist der Arzt für alle Fälle.
Penny Eisbär (Penny Polar Bear) lebt in einer Familie mit zwei Müttern. Die Darstellung einer Familie mit gleichgeschlechtlichem Elternpaar im September 2022 in der Folge Families ist ziemlich neu im Kinderfernsehen und geht auf eine Petition mit 23.000 Unterschriften aus 2019 zurück.

## Sprecher und internationale Versionen
| Version              | Titel | Sprecher | Sender                                                            |
| -------------------- | --- | --- | ----------------------------------------------------------------- |
| UK                   | Peppa Pig | Sarah Ann Kennedy, Andy Hamilton, Brian Blessed, Dominic Byrne, Alexander Armstrong | Milkshake! Nick Jr. UK RTÉjr Ireland                              |
| Australisch          | Peppa Pig | Sarah Ann Kennedy, Andy Hamilton, Brian Blessed, Dominic Byrne, Alexander Armstrong | ABC1 ABC2 CBeebies                                                |
| US                   | Peppa Pig | Sarah Ann Kennedy, Andy Hamilton, Brian Blessed, Dominic Byrne, Alexander Armstrong | Nick Jr.                                                          |
| Kanadisch            | Peppa Pig | Sarah Ann Kennedy, Andy Hamilton, Brian Blessed, Dominic Byrne, Alexander Armstrong | TreeHouse                                                         |
| Argentinisch         | Peppa Pig | — |                                                                   |
| Brasilianisch        | Peppa Pig | — |                                                                   |
| Chilenisch           | Peppa (Peppa la cerdita) | — | Discovery Kids                                                    |
| Chinesisch           | Little Pig Page (chinesisch 小猪佩奇, Pinyin xiǎozhū pèiqí) oder Miss Pink Pig (chinesisch 粉红猪小妹, Pinyin fěnhóng zhū xiǎomèi), Taiwan (chinesisch 粉红猪, Pinyin fěnhóng zhū) | |                                                                   |
| Kantonesisch (China) | Peppa zhū | — |                                                                   |
| Mandarin (China)     | Peppa zhū | |                                                                   |
| Dänisch              | Gurli Gris | Rebecca Phillipson, Torbjørn Hummel, Michael Elo, Karin Jagd, Mie Heede, Tara Toya, Julie Lund, Ann Hjort, Sia Heede, Peter Petersen, Marie Schjeldal                                                                           | DR                                                                |
| Deutsch              | Peppa Wutz | Carolin von der Groeben, Meral Karacaoglan (Peppa Wutz), Thomas Krause (Erzähler), Reinhard Schulat-Rademacher (Papa Wutz), Petra Glunz-Grosch (Mama Wutz), Ernst August Schepmann (Opa Wutz), Anke Tegtmeyer (Oma Wutz)        | KiKA (2005–2017) Super RTL und Toggolino (2018–) Nick Jr. (2019–) |
| Finnisch             | Pipsa Possu | Ursula Salo, Petri Summanen, Riitta Havukainen, Puntti Valtonen | Nick Jr.                                                          |
| Französisch          | Peppa Pig | Aaricia Dubois, Michel Hinderyckx, Stéphane Escoffier, Félix Deepen, Pascal Racan | France 5 Tiji                                                     |
| Gälisch              | Peppa | Eilidh Jenkins (Peppa), Iain MacRath (Erzähler), Ailig Dòmhnallach (Dadaidh Muc), Patsi NicChoinnich (Mamaidh Muc), Carina NicLeòid (Deòrsa)                                                                                    | BBC Alba                                                          |
| Italienisch          | Peppa Pig | Tatiana Dessi (Peppa Pig), Gianni Bersanetti (Erzähler), Paolo Marchese (Papà Pig), Monica Gravina (Mamma Pig), Barbara Pitotti (George Pig)                                                                                    | Rai Yoyo Disney Junior (Italy)                                    |
| Isländisch           | Peppa Pig | — |                                                                   |
| Japanisch            | Peppa no buta | CN: Rie Kugimiya (Peppa Pig), Tokuyoshi Kawashima (Erzähler), Osamu Sakuta (Daddy Pig), Yūko Sasaki (Mommy Pig) TV Tokyo: Lara Aoyama (Peppa Pig), Daisuke Hirakawa (Erzähler), Kenji Nomura (Daddy Pig), Eri Saitō (Mommy Pig) | Cartoon Network Japan, TV Tokyo                                   |
| Katalanisch          | Pepa, la porqueta | — | Super3                                                            |
| Kroatisch            | Praščić Pepa | — | Nova TV                                                           |
| Maltesisch           | Peppa l-Hanzira | — |                                                                   |
| Niederländisch       | Peppa Pig | — |                                                                   |
| Polnisch             | Świnka Peppa | Magdalena Wasylik, Lucyna Malec, Robert Tondera, Krzysztof Mielanczuk | TVP1, MiniMini                                                    |
| Portugiesisch        | A Porquinha Peppa | — | RTP1, RTP2, Canal Panda                                           |
| Rumänisch            | Purcelusa Peppa | — | Minimax TV                                                        |
| Russisch             | Свинка Пеппа | — | Карусель                                                          |
| Schwedisch           | Greta Gris | — | Sveriges Television                                               |
| Serbisch             | Pepa Prase | Stimmen: Jelena Ðordevic, Ana Popovic, Darko Tomovic, Ana Markovic, Marko Mrdenovic, Zoran Cosic, Valentina Pavlicic, Jelena Stoijljkovic, Ivana Aleksandrovic Ivee; Synchronisation und Ton: Studio Loudworks                  | TV ULTRA                                                          |
| Slowakisch           | Prasiatko Peppa | — | RTVS                                                              |
| Slowenisch           | Pujsa Pepa | Gregor Gruden, Barbara Cerar, Jernej Šugman, Maja Sever |                                                                   |
| Spanisch             | Peppa Pig | — | Clan                                                              |
| Tschechisch          | Prasátko Peppa | — | ČT                                                                |
| Ungarisch            | Peppa Pig | — |                                                                   |
| Vietnamesisch        | Heo Peppa | — | HTV3                                                              |
| Walisisch            | Peppa Pinc | Caren Brown | S4C                                                               |

## Vermarktung
Die Marke Peppa Pig erbrachte Entertainment One (eOne) 2010 Einnahmen von mehr als £200 Millionen allein aus dem Verkauf von Merchandise-Artikeln im Vereinigten Königreich.
Ubisoft entwickelte Videospiel-Versionen für Nintendo Wii und Nintendo DS.
Im April 2011 eröffnete der Vergnügungspark Paultons Park bei Ower in Hampshire den Themenbereich Peppa Pig World.
Im März 2018 eröffnete der Vergnügungspark Heide Park Resort in Soltau den Themenbereich Peppa Pig Land mit 4 Attraktionen. Des Weiteren gibt es im Hotel des Heide Park Resort ein Peppa-Pig-Hotelzimmer.
Im italienischen Gardaland-Resort-Vergnügungspark gibt es ebenso den Bereich Peppa Pig Land.
Im Kinderdorfbereich des Territorio ArtLanza in Spanien ist die Figur ebenfalls eine der Attraktionen.
Im Mai 2024 eröffnet in direkter Nachbarschaft des Legolands Deutschland in Günzburg der erste Peppa-Wutz-Vergnügungspark Europas.

## Preise und Auszeichnungen (ohne Nominierungen)
- BAFTA Children’s Awards 2012, Winner for Best Pre-School Animation
- BAFTA Children’s Awards 2011, Winner for Best Pre-School Animation
- BAFTA Children’s Awards 2011 Winner for Best Performer (Harley Bird)
- Annecy Animation Festival 2005, Winner of the Grand Prize, The Crystal for Best TV Production
- Bradford Animation Festival 2005, Winner of Best Children’s Animation Series
- Cartoons on the Bay Festival 2005, Winner of Pulcinella Award for Best European Programme of the Year
- Cartoons on the Bay Festival 2005, Winner of Pulcinella Award for Best Pre-School Series
- Cartoons on the Bay Festival 2005, Children’s audience award for Best Pre-School series
- BAFTA Children’s Awards 2005 Winner for Best Pre-School Animation series

Quelle:

## Trivia
Ende November 2021 sprach der britische Premierminister Boris Johnson während einer britischen Industriekonferenz in einer Rede über Peppa Pig und lobte unter anderem die „sicheren Straßen“ und „Disziplin in den Schulen“ in der Welt von Peppa Pig. Er beschrieb die Erscheinung der Hauptfigur in einem lustigen Vergleich mit einem Föhn in der Art von Pablo Picassos Kunst. Nach Johnsons Angaben brachte die Serie Einkünfte von 6 Milliarden britischen Pfund nach Großbritannien. Johnsons Rede löste vereinzelt Kritik und Spott in den Medien aus.